# Біліарний рефлюкс
Біліарний рефлюкс (жовчний рефлюкс; біліарний рефлюкс-гастрит; дуоденогастроезофагеальний рефлюкс (DGER) або дуоденогастральний рефлюкс) — незапальне пошкодження слизової оболонки шлунка, спричинене тривалою дією жовчі, найчастіше після резекції за Більрот ІІ, інколи після холецистектомії внаслідок дуодено-гастрального рефлюксу. Може протікати безсимптомно, або з диспептичними симптомами.
Жовчний рефлюкс можна сплутати з кислотним рефлюксом, також відомим як гастроезофагеальна рефлюксна хвороба (ГЕРХ). При рефлюксі жовчі рідина з тонкої кишки надходить у шлунок і стравохід, кислотний рефлюкс — це зворотний потік шлункової кислоти в стравохід. Ці стани часто пов'язані між собою, і розрізнити їх може бути важко.

## Патогенез
Рефлюкс жовчі виникає, коли жовч (яка виробляється у печінці) повертається (рефлюкс) з дванадцятипалої кишки у шлунок і, в деяких випадках, у стравохід. У нормі пілоричний сфінктер перешкоджає попаданню жовчі в шлунок. Коли пілоричний сфінктер пошкоджений або не працює належним чином, жовч може потрапити в шлунок, а потім транспортуватися в стравохід, як при шлунковому рефлюксі. Наявність невеликої кількості жовчі в шлунку є відносно поширеним і зазвичай безсимптомним станом, але надмірний рефлюкс жовчі викликає подразнення та запалення шлунку (гастрит).
Відомо, що дуоденогастральний рефлюкс — фізіологічне явище у здорових людей. Утім надмірний біліарний рефлюкс може призводити до рефлюкс-гастриту та/або езофагіту, кишкової метаплазії, виразкового ураження слизової оболонки шлунка та стравоходу, стравоходу Барретта та врешті до раку шлунка або стравоходу.
Не зовсім зрозуміло, чому в одних людей спостерігається лише кислотний рефлюкс, а в інших — кислотний і жовчний рефлюкс. Можливо люди, які мають рефлюкс жовчі, також мають більше дуоденогастрального рефлюксу. Альтернативне пояснення полягає в тому, що існує аномальне накопичення підкисленої шлунково-жовчної рідини в проксимальній частині шлунка, так званій кислотно-жовчній кишені. Це може бути резервуаром і джерелом дуоденогастроезофагеального рефлюксу.

## Симптоми
Рефлюкс жовчі може бути важко відрізнити від рефлюксу шлункової кислоти. Ознаки та симптоми подібні, і обидва захворювання можуть виникати одночасно. Ознаки та симптоми жовчного рефлюксу включають:
- Біль у верхній частині живота, який може бути сильним;
- Часта печія — відчуття печіння в грудях, яке іноді поширюється на горло, разом із кислим смаком у роті;
- Нудота;
- Блювота зеленувато-жовтою рідиною (жовчю);
- Іноді кашель або захриплість;
- Ненавмисна втрата ваги;

## Діагностика
Нині немає єдиного підходу до інструментальних діагностичних методів, що дають змогу повністю оцінити наявність і вплив біліарного рефлюксу на стан слизової оболонки шлунка та стравоходу.
Фіброгастроскопія — основний інструментальний метод обстеження пацієнтів, в яких є клінічні ознаки біліарного рефлюксу. Вона дає змогу візуально визначати наявність жовчі у просвіті шлунка та/або стравоході та оцінити макроскопічні зміни слизової оболонки шлунка та стравоходу. Ендоскопія верхніх відділів шлунково-кишкового тракту в поєднанні з pH-імпедансометрією має вищу чутливість і специфічність для виявлення кислотних і лужних рефлюксів.
Фіброоптична спектрофотометрія разом із моніторингом рН, на думку деяких авторів, — найточніший метод діагностики жовчного рефлюксу. Однак через методологічні обмеження спектрометричний метод не набув достатнього розвитку та замінений рН-імпедансометрією, яку експерти вважають надійнішим і відповідним методом.
Якщо при рефлюксі аспірується вміст стравоходу, можна використати біохімічний аналіз, щоб визначити наявність жовчі в рідині, яка рефлюксувала в стравохід. Жовч не повинна бути в стравоході; наявність жовчі свідчить про наявність рефлюксу жовчі.
Діагноз біліарного рефлюкса встановлюється на підставі наступної ендоскопічної картини:
- виражена гіперемія слизової оболонки шлунка («червона слизова оболонка»);
- інкрустація слизової оболонки кришталиками жовчі (просто наявність жовчі у просвіті шлунка не дає підстав, щоб діагностувати біліарний рефлюкс-гастрит).

При гістологічному дослідженні біоптатів слизової оболонки шлунка не виявляють клітинних інфільтратів (хіба що співіснує наприклад зараження H. pylori). Можливі різні мікроскопічні зміни: фовеолярна гіперплазія, набряк, гіпертрофія гладкої мускулатури власної пластинки, розширення судин і застій крові.

## Лікування
На відміну від рефлюксу шлункової кислоти, рефлюкс жовчі не можна повністю контролювати зміною дієти чи способу життя. Лікування включає медикаменти або, у важких випадках, хірургічне втручання.
Для лікування призначають періодичний прийом прокінетичних препаратів (метоклопрамід) або лікувальні засоби, що містять альгінову кислоту.
Препарати, які зменшують секрецію шлункової кислоти (наприклад, інгібітори протонної помпи) або які зменшують вміст або об'єм шлунка, можна використовувати для лікування рефлюксу кислої жовчі. Оскільки прокінетичні препарати посилюють моторику шлунка та прискорюють спорожнення шлунка, вони також можуть зменшити рефлюкс жовчі. Інші препарати, які зменшують розслаблення нижнього сфінктера стравоходу, такі як баклофен, також доведено, що зменшують рефлюкс жовчі, особливо у пацієнтів, які не піддаються терапії інгібіторами протонної помпи. Нарешті, так само, як антирефлюксна хірургія може зменшити кислотний рефлюкс, вона також може зменшити рефлюкс жовчі.
Хірургічна реконструкція (Roux-en-Y) проводиться якщо це стосується пацієнтів після часткової резекції шлунка.